# السروة (السياني)

تعديل مصدري - تعديل

السروة محلة تابعة لقرية ذي عامر، التابعة لعزلة الهادس بمديرية السياني إحدى مديريات محافظة إب في الجمهورية اليمنية.، بلغ تعداد سكانها 26 حسب تعداد اليمن لعام 2004.